# Ottorino Franco Bertolini
Ottorino Franco Bertolini (geb. vor 1954) war ein italienischer Filmproduzent und -regisseur.
Bertolini war 1954 Regieassistent bei Mario Camerinis Die Fahrten des Odysseus und produzierte 1957 und im Folgejahr zwei Filme, die er auch inszenierte. Bei der sentimentalen Komödie La canzone più bella war er auch für das Drehbuch verantwortlich, beim Kriminalfilm Pensione Edelweiss oblag ihm die Regie der italienischen Version des in Koproduktion mit Frankreich entstandenen und in zwei Sprachversionen gedrehten Filmes.